# Boudoir (Amisani)
Boudoir o La Toilette o Toeletta mattutina (a volte erroneamente citato come La Teletta) è un dipinto a olio su tela realizzato a Milano nel 1918 dal pittore italiano Giuseppe Amisani, fa parte della collezione del Museo Galleria d'Arte Moderna di Milano.

## Descrizione
Il dipinto di Giuseppe Amisani ritrae una donna che si vede riflessa nello specchio, come se guardasse nella sua anima, colta nell'intimità domestica. Il dipinto rientra nella profonda indagine del nudo femminile, ma questa volta nell'intimità dell'anima e si collega alla ricerca di Amisani che si ritrova ne La donna che si spoglia e Dopo il bagno.